# カラチ・モナークス
カラチ・モナークス（Karachi Monarchs）は、パキスタンのプロ野球チーム。縁故地はカラチ。ベースボール・ユナイテッドに加盟している。

## 歴史
2023年5月30日にベースボール・ユナイテッド2番目の球団としてパキスタンのカラチを本拠地としてチームが誕生したことが発表された。コブラスとはクリケットにおけるインドとパキスタンのライバル対決、ヤンキースとレッドソックスのライバル関係になることが期待された。6月5日にエイドリアン・ベルトレがゼネラルマネージャー、ミゲル・テハダが監督に就任したことが発表された。